# Ommatius pulchellus
Ommatius pulchellus là một loài ruồi trong họ Asilidae. Ommatius pulchellus được Bromley miêu tả năm 1936.